# ハイテックRCD
ハイテックRCD は大韓民国の送信機、受信機、サーボモーター、電子機器と模型航空機を含む無線操縦装置の製造会社である。最新の製品にはロボット、カーボナイト ギアを備えたサーボとROBO-ONEロボット競技に準拠した人間型ロボットであるRobonovaを販売する。Hitecはアメリカのマルチプレックス モデルスポーツと協力する。